# SMS Magdeburg
Le SMS Magdeburg est un croiseur léger de la marine impériale allemande. Il doit son nom à la ville de Magdebourg (Magdeburg en allemand).
Il est le navire de tête d'une classe portant son nom avec pour sister-ships les SMS Stralsund, Straßburg et Breslau.
Sa perte le 26 août 1914, quelques jours après le début de la Première Guerre mondiale, eut pour conséquence le décryptage des messages radios de la marine allemande par les services anglais.

## Histoire
Le navire est construit en 1910 par l'AG Weser de Brême en remplacement du SMS Bussard et lancé le 13 mai 1911 après le baptême par Hermann Otto Reimarus (de), le maire de Magdebourg. La mise en service a lieu le 20 août 1912. Le 1er décembre 1912, le Magdeburg prend son service comme navire d'essai des torpilles puis est remplacé par l'Augsburg. À cet effet, les deux canons avant sont remplacés par des tubes lance-torpilles.

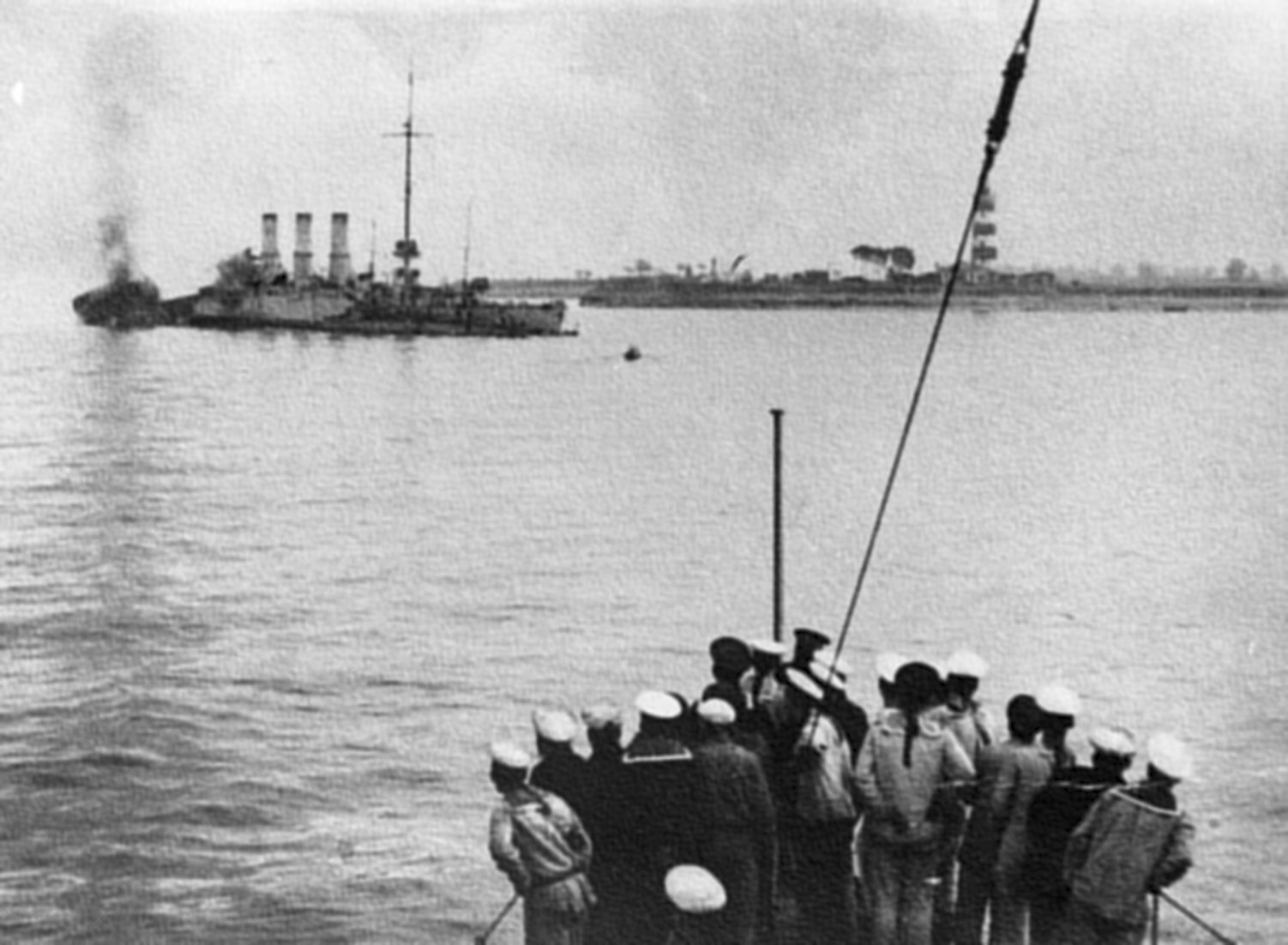
L'épave du SMS Magdeburg après le 26 août 1914

Au début de la guerre, le navire va en mer Baltique. Dans les premières semaines, il accompagne les poses de mines et bombarde les côtes de Libau. Le 25 août 1914, il est présent dans le golfe de Finlande. Le lendemain, il coule à cause du brouillard près de l'île d'Odensholm, au large de l'actuelle Estonie. Toutes les tentatives de remise à flot échouent. Lorsque les croiseurs russes Bogatyr et Pallada s'approchent du Magdeburg, l'équipage dynamite son navire. Le torpilleur V26 (pl) et le croiseur Amazone récupèrent les marins allemands survivants. 15 hommes ont perdu la vie. Le commandant Habenicht et son adjudant, restés à bord, sont faits prisonniers par les Russes.
Les Russes récupèrent les dix canons et les reposent sur quatre de leurs navires dont la canonnière xKrasnoï Snamja. L'épave est ensuite complètement détruite.
Ils retrouvent les codes secrets allemands aussi. Transmis à la Room 40 de la marine britannique, les messages radios de la marine allemande peuvent être décryptés. On découvrira ainsi le télégramme Zimmermann.
Le SMS Magdeburg est remplacé par un autre croiseur construit par la HDW et mis à l'eau le 17 novembre 1917 sous le même nom mais achevé que neuf mois après la fin de la guerre.

## Commandement
| Août à septembre 1912         | Fregattenkapitän Heinrich Rohardt (de)                 |
| Septembre 1912 à février 1913 | Fregattenkapitän Wilhelm Most (de)                     |
| Février 1913 à mars 1914      | Fregattenkapitän / Kapitän zur See Julius Maerker (de) |
| Mars à août 1914              | Korvettenkapitän Richard Habenicht                     |